# Rañintuleufú
Rañintuleufú o Raguintuleufú es un caserío rural de origen Mapuche ubicado en la comuna de Panguipulli ubicado en la zona cordillerana de la comuna, próximo a la localidad de Liquiñe.
Aquí se encuentra la Escuela Rural Rañintuleufú.

## Hidrología
Rañintuleufú se encuentra próximo al Río Llizán.

## Accesibilidad y transporte
Rañintuleufú se encuentra a 86,3 km de la ciudad de Panguipulli a través de la Ruta 203.